# Marie de Habsbourg-Toscane
Pour les articles homonymes, voir Marie de Habsbourg.
Marie de Habsbourg-Toscane, née au château de Wallsee, Autriche-Hongrie, le 19 novembre 1901, et morte à Innsbruck, Autriche, le 29 décembre 1936, est une archiduchesse d'Autriche et princesse de Toscane.

## Biographie

### Famille

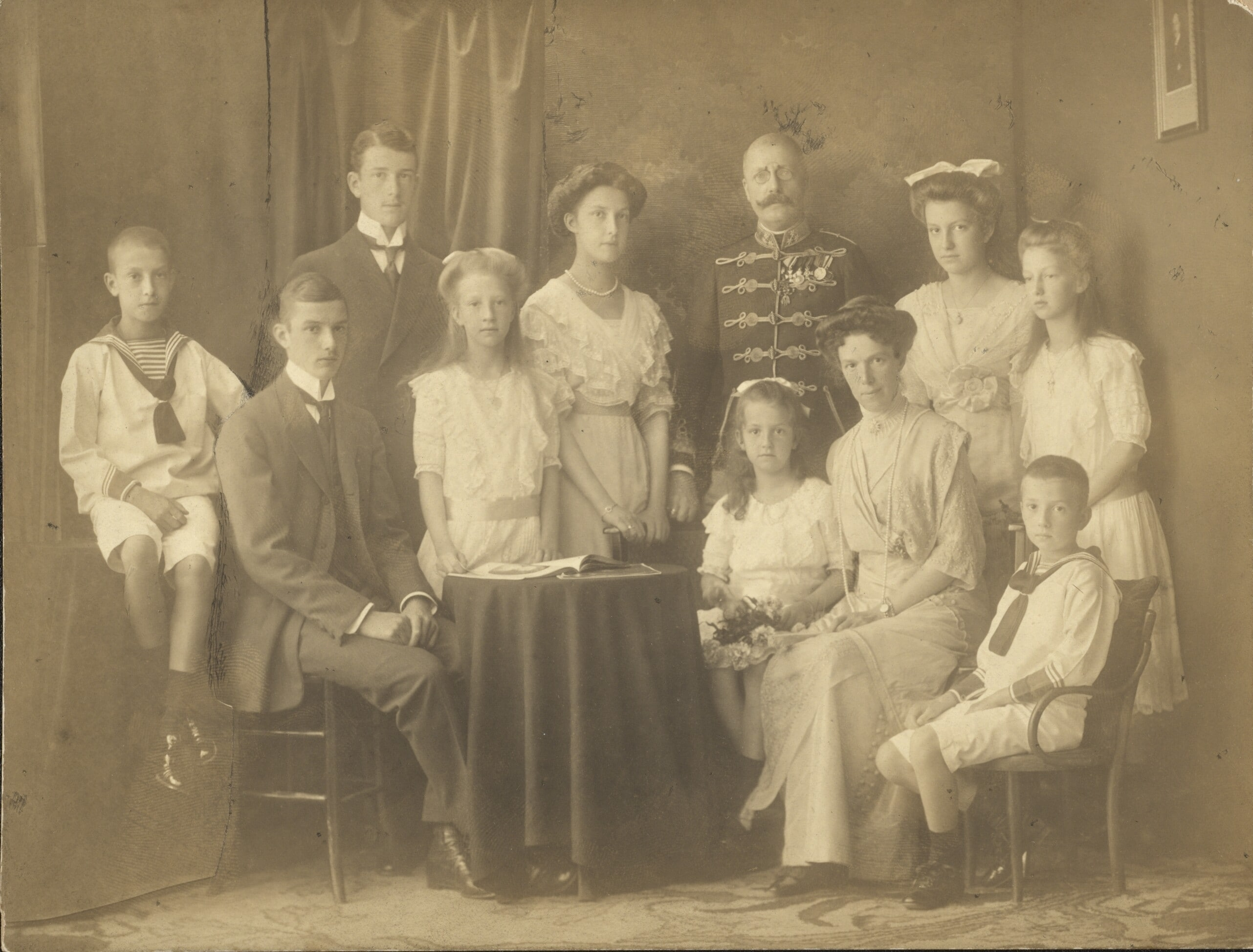
Marie de Habsbourg-Toscane (debout à l'extrême droite) et sa famille en 1910.

Quatrième fille et septième des dix enfants de l'archiduc François-Salvator de Habsbourg-Toscane (1866-1939) et de sa première épouse l'archiduchesse Marie-Valérie d'Autriche (1868-1924), Marie de Habsbourg-Toscane naît au château de Wallsee, le 19 novembre 1901, un an exactement après sa sœur Gertrude.
Elle est baptisée le 23 novembre suivant, au château de Wallsee. Par sa mère, elle est la petite-fille de François-Joseph Ier, empereur d'Autriche et roi de Hongrie (1830-1916), qui assiste au baptême de Marie, et de son épouse, Élisabeth de Wittelsbach (1837-1898), connue sous le nom de « Sissi ». Par son père, elle est la petite-fille de Charles Salvator de Habsbourg-Toscane (1839-1892), archiduc d'Autriche et prince de Toscane, et de la princesse Marie-Immaculée de Bourbon-Siciles (1844-1899).
Elle bénéficie, comme ses frères et sœurs, de l'enseignement de Elsa Koehler, pédagogue et psychologue de renom.
Elle demeure célibataire, contrairement à ses huit frères et sœurs parvenus à l'âge adulte.

### Mort
Marie de Habsbourg-Toscane meurt à Innsbruck, le 29 décembre 1936, à l'âge de 35 ans. Elle est inhumée au cimetière de Sindelburg,.

## Honneur
Marie de Habsbourg-Toscane est :
- Dame noble de l'ordre de la Croix étoilée, Autriche-Hongrie.